# Lepthyphantes albuloides
Lepthyphantes albuloides este o specie de păianjeni din genul Lepthyphantes, familia Linyphiidae. A fost descrisă pentru prima dată de O. P.-cambridge în anul 1872. Conform Catalogue of Life specia Lepthyphantes albuloides nu are subspecii cunoscute.